# Limonia micropyga
Limonia micropyga är en tvåvingeart som beskrevs av Alexander 1954. Limonia micropyga ingår i släktet Limonia och familjen småharkrankar.
Artens utbredningsområde är Thailand. Inga underarter finns listade i Catalogue of Life.